# Leopoldo Sánchez Ortiz
Leopoldo Sánchez Ortiz (Cartagena, 12 de agosto de 1948 - 13 de noviembre de 2021), fue un pintor e historietista español.

## Biografía
Nacido en España, durante los años 70 colabora con editoriales españolas y extranjeras, en Trinca publica una adaptación de El Quijote, y empieza a trabajar, a través de la agencia Toutain, con diversas publicaciones de Warren Publishing, como Creepy, Rufus, Vampus y Vampirella, y la revista alemana Kun-Fu, para la que dibuja Jeff Blake, el hombre de Pinkerton.

## Trayectoria
Durante la denominada época del boom del cómic para adultos, creó obras memorables como Bogey principalmente para la revista Cimoc de Norma Editorial.
En 1982, se une, junto a otros dibujantes de renombre como su primo José Ortiz, Jordi Bernet, Mariano Hispano o Manfred Sommer a la dirección de Ediciones Metropol aprovechando la expansión de las revistas de cómic para adultos, editorial que llega a publicar tres revistas: Metropol, Mocambo y K.O. Comics, todas ellas de corta vida.